# ARN ribosomique 23S

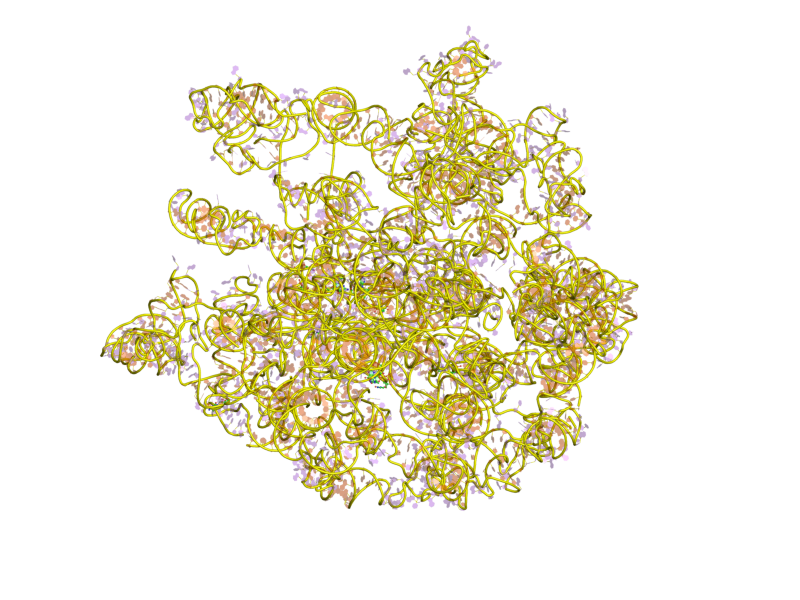
Représentation tridimensionnelle des ARNr 23S et 5S d'E. coli à partir d'une microscopie électronique en transmission.

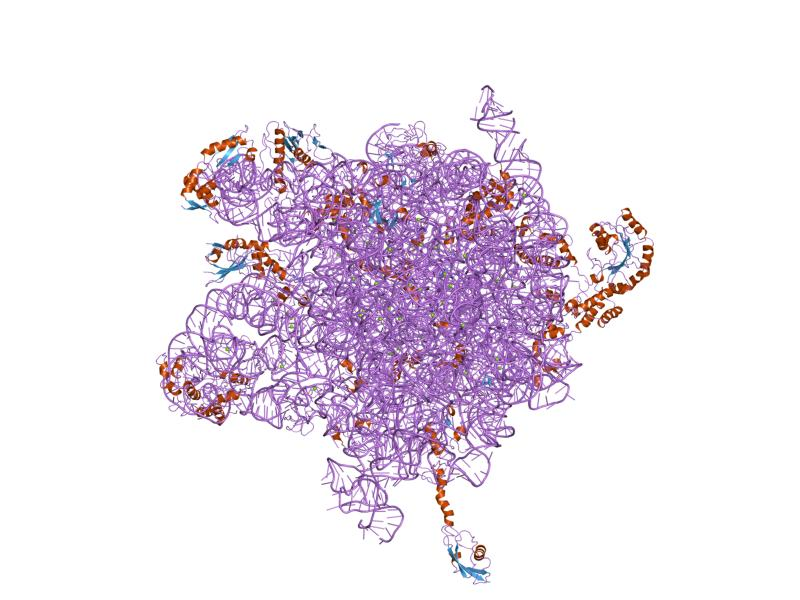
Représentation tridimensionnelle d'un ribosome d'E. coli.

L'ARN ribosomique 23S est le principal ARN ribosomique constituant la grande sous-unité 50S des ribosomes de procaryotes. Chez E. coli, il contient 2 904 nucléotides. L'activité peptidyltransférase réside sur le domaine V de cet ARN, ce qui en fait un ribozyme. Ce dernier est la cible d'antibiotiques inhibiteurs de la traduction génétique. Le chloramphénicol en est un exemple bien connu, des études récentes montrant qu'il se lie à deux sites différents selon l'espèce à laquelle appartient le ribosome.